# Université Carnegie-Mellon

Ancien logo de l'Université Carnegie-Mellon

Pour les articles homonymes, voir Carnegie, Mellon et CMU (homonymie).
L'université Carnegie Mellon est une université privée spécialisée en recherche située à Pittsburgh (Pennsylvanie). Elle est créée en 1900 par la fusion du Carnegie Institute of Technology et du Mellon Institute of Industrial Research (en). Ses programmes en sciences politiques, en informatique, en économie et gestion, en électronique et en théâtre sont considérés parmi les meilleurs aux États-Unis.
Parmi ses anciens élèves, on compte 19 lauréats du prix Nobel, 12 récipiendaires du prix Turing, 114 récipiendaires du Emmy Award, 7 récipiendaires des Oscars du cinéma et 43 récipiendaires du Tony Award.

## Campus
À une distance de cinq kilomètres du centre-ville de Pittsburgh, le campus principal de l'Université Carnegie Mellon s'étend sur 0,4 km2 entre le parc Schenley, les quartiers de Squirrel Hill, Shadyside et Oakland. À l'ouest, il jouxte également le campus de l'université de Pittsburgh.
Deux vastes étendues perpendiculaires nommées The Cut et The Mall constituent le cœur du campus. En fait, The Cut était précédemment le lit d'un ruisseau qui fut comblé avec de la terre lors du nivellement nécessaire à la construction du College of Fine Arts. À l'occasion, le pont qui joignait les deux rives aurait dû être détruit, mais à la suite des protestations des étudiants, une rambarde fut conservée et est actuellement repeinte quotidiennement pour annoncer des fêtes. Le campus fut le premier du monde à être entièrement couvert par un réseau sans fil et l'infrastructure réseau, surnommée Andrew d'après Andrew Carnegie, est encore l'une des meilleures du monde.
En plus de son campus de Pittsburgh, l'université possède trois campus plus petits : Carnegie Mellon West dans la Silicon Valley, Carnegie Mellon Qatar à Doha (Qatar) et un nouveau à Adelaïde (Australie). Un autre campus est en construction en Corée du Sud. De plus, la Tepper School of Business possède une annexe à New York.

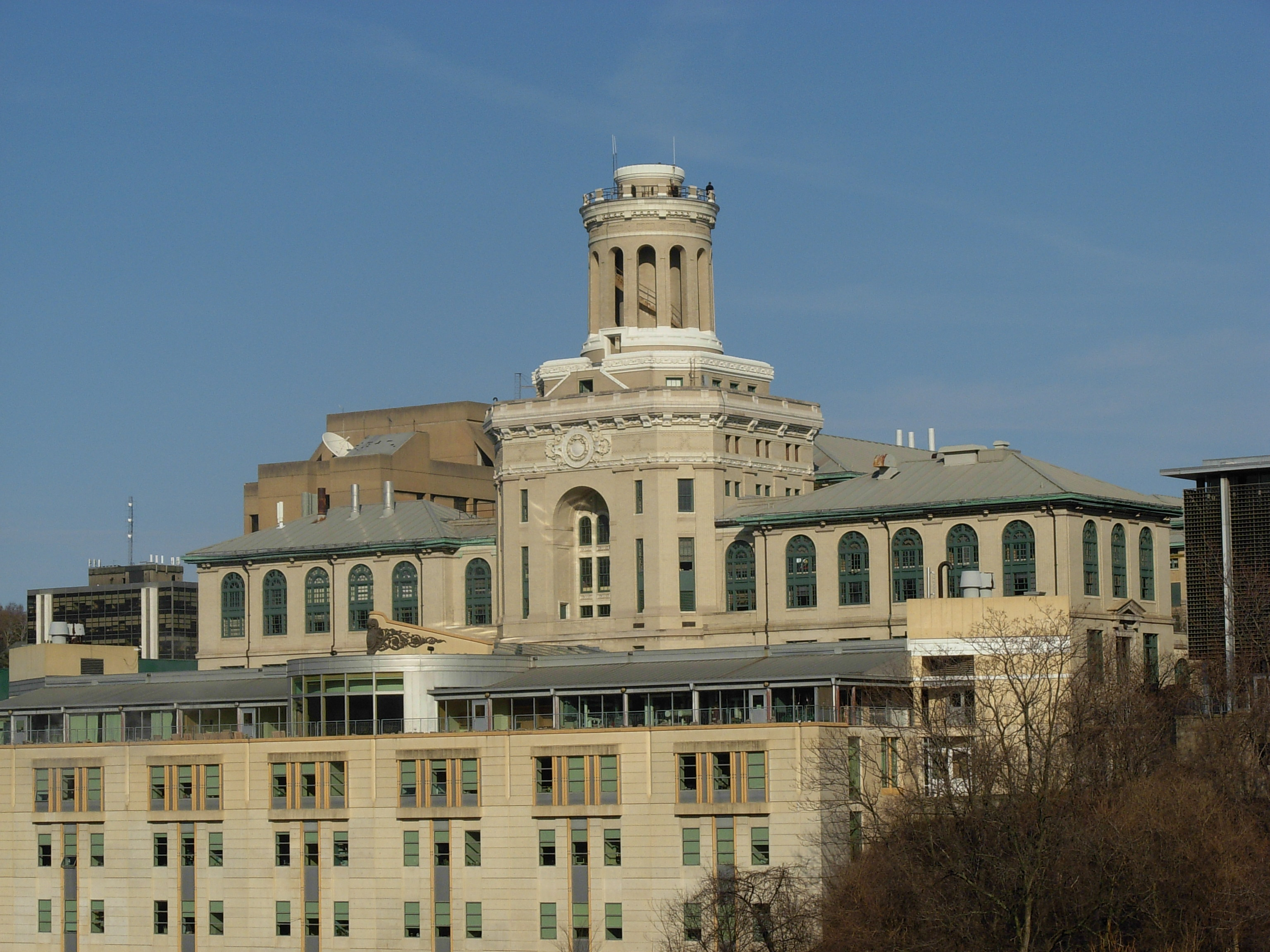
Hamerschlag Hall, université Carnegie-Mellon.

## Historique
Après la guerre de Sécession, plusieurs industriels américains accumulèrent une grande fortune et fondèrent des institutions portant leurs noms. Les Écoles techniques Carnegie (Carnegie Technical Schools) furent donc fondées en l'an 1900 par Andrew Carnegie avec la devise « Mon cœur est dans le travail ». La volonté originelle était d'ouvrir une école de formation pour les enfants de la classe ouvrière de Pittsburgh. Renommé Institut de technologie Carnegie (Carnegie Institute of Technology) en 1912, l'école commença à délivrer des Bachelor of Science, diplôme certifiant quatre années d'étude. En 1967, la fusion avec l'Institut Mellon de recherche industrielle (Mellon Institute of Industrial Research) lui permit de prendre son nom définitif : Carnegie Mellon University.
Scott Fahlman, chercheur en informatique dans cette université, y inventa le smiley.
Le 11 août 2008, Disney créa un laboratoire de recherche et développement avec l'université Carnegie-Mellon et l'École polytechnique fédérale de Zurich dans le domaine de l'animation par ordinateur, les interactions homme-machine, la cinématique et dans le domaine de la robotique nommé Disney Research. Le 6 février 2018, Disney Research ferme son laboratoire mais poursuivra sa collaboration.
En novembre 2015, le réseau Tor, qui permet de naviguer de manière anonyme sur Internet, accusa le FBI d'avoir rémunéré des chercheurs de l'université Carnegie-Mellon afin de lever l'anonymat garanti par le réseau. L'université démenti avoir été payée tout en ne niant pas la livraison des données.

## Personnalités liées à l'université

### Professeurs
- Hershel Markovitz, spécialiste des hauts polymères
- Heather Kelley, conceptrice de jeux vidéo américaine
- Po-Shen Loh, entraîneur de l'équipe américaine des Olympiades internationales de mathématiques.
- Mary Shaw (1943-), ingénieure en logiciel américaine et professeure d'informatique.

### Étudiants
- Andy Bechtolsheim, cofondateur de Sun Microsystems
- Arthur T. Benjamin, mathématicien
- Dara Birnbaum, vidéaste féministe
- Lenore Blum, mathématicienne
- Matthew Bomer, acteur
- Stuart Candy, prospectiviste et designer.
- Barry Dierks, architecte
- Ian Harding, acteur
- George Hotz, hackeur et informaticien
- Shanley Kane (1987-), écrivaine de technologie.
- Gabriel Macht, acteur
- Ghita Mezzour, ministre marocaine
- Shalom Tomáš Neuman, artiste
- John Ousterhout, inventeur de Tcl/Tk
- Cote de Pablo, actrice
- Philip Pearlstein, artiste
- Zachary Quinto, acteur
- Ruchi Sanghvi, informaticienne et femme d'affaires
- Paula Wagner, productrice de cinéma
- Andy Warhol, artiste
- Christian Borle, acteur
- Sam Husseini, journaliste
- Ignacio E. Grossmann, ingénieur chimiste

## Supercalculateur célèbre
- Libratus, un programme d’intelligence artificielle fonctionnant sur un supercalculateur de l'université Carnegie-Mellon, conçu pour jouer au poker.